# Estancia Chica

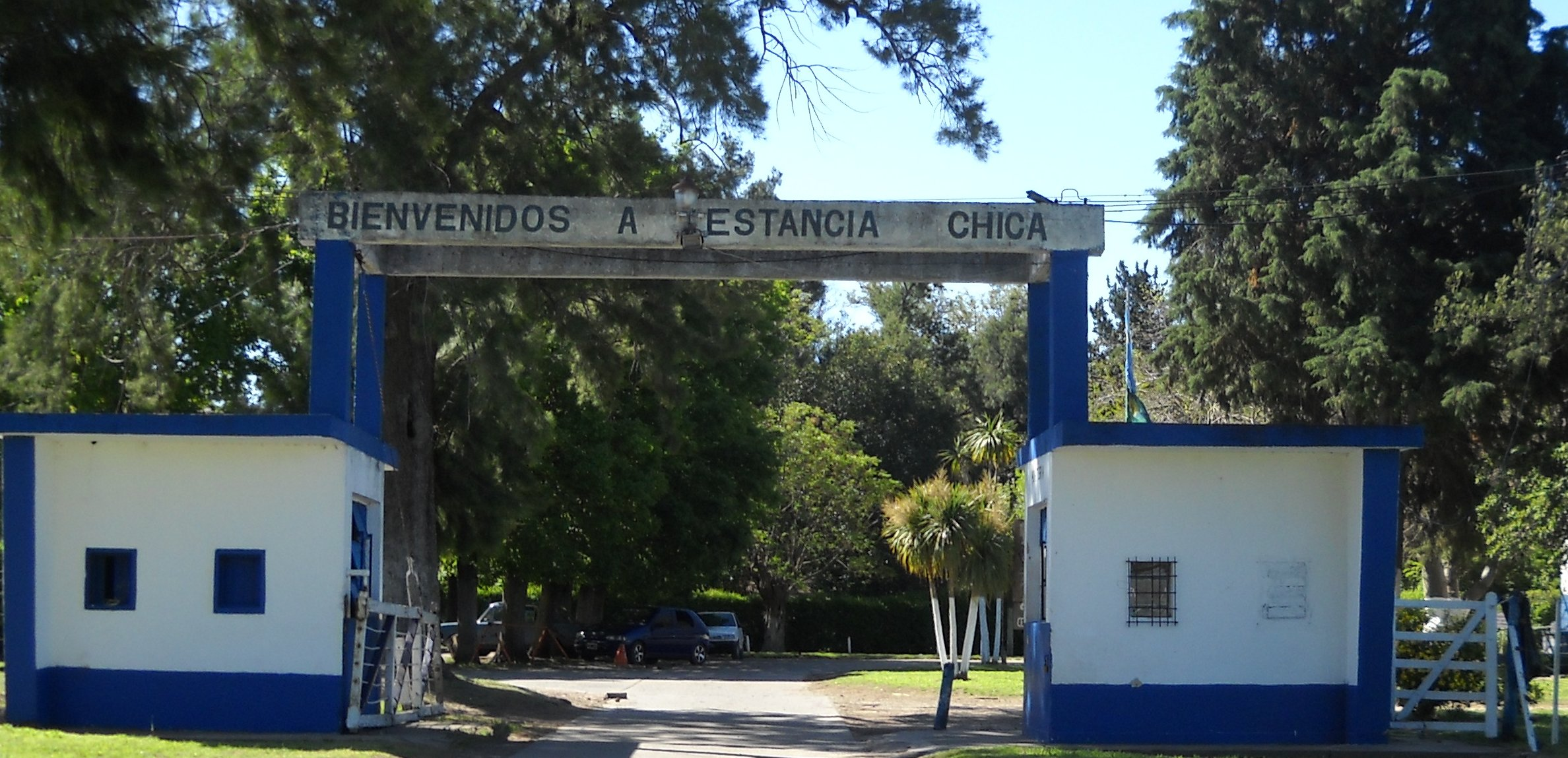
Ingreso al predio de 160 hectáreas.

Estancia Chica es un predio ubicado en la zona de Abasto en La Plata, provincia de Buenos Aires, Argentina, perteneciente al Club de Gimnasia y Esgrima La Plata. Tiene una extensión de 160 hectáreas y fue adquirido en 1967.
Es el lugar de entrenamiento y concentración del plantel profesional de fútbol del club y también es utilizado por las divisiones inferiores del club. El predio tiene, entre otras cosas: seis canchas de fútbol reglamentarias, cancha de Fútbol 5 techada, cancha de paddle, cancha de tenis, cancha de bochas, zona para acampar, dos gimnasios, consultorio médico, vestuarios, pileta olímpica, mesas y fogones, pileta para niños y un autódromo, hoy en desuso. Además en este predio se puede practicar equitación, ya que cuenta con un establo, con boxes, circular, piquetes, mangas y una pista de salto.

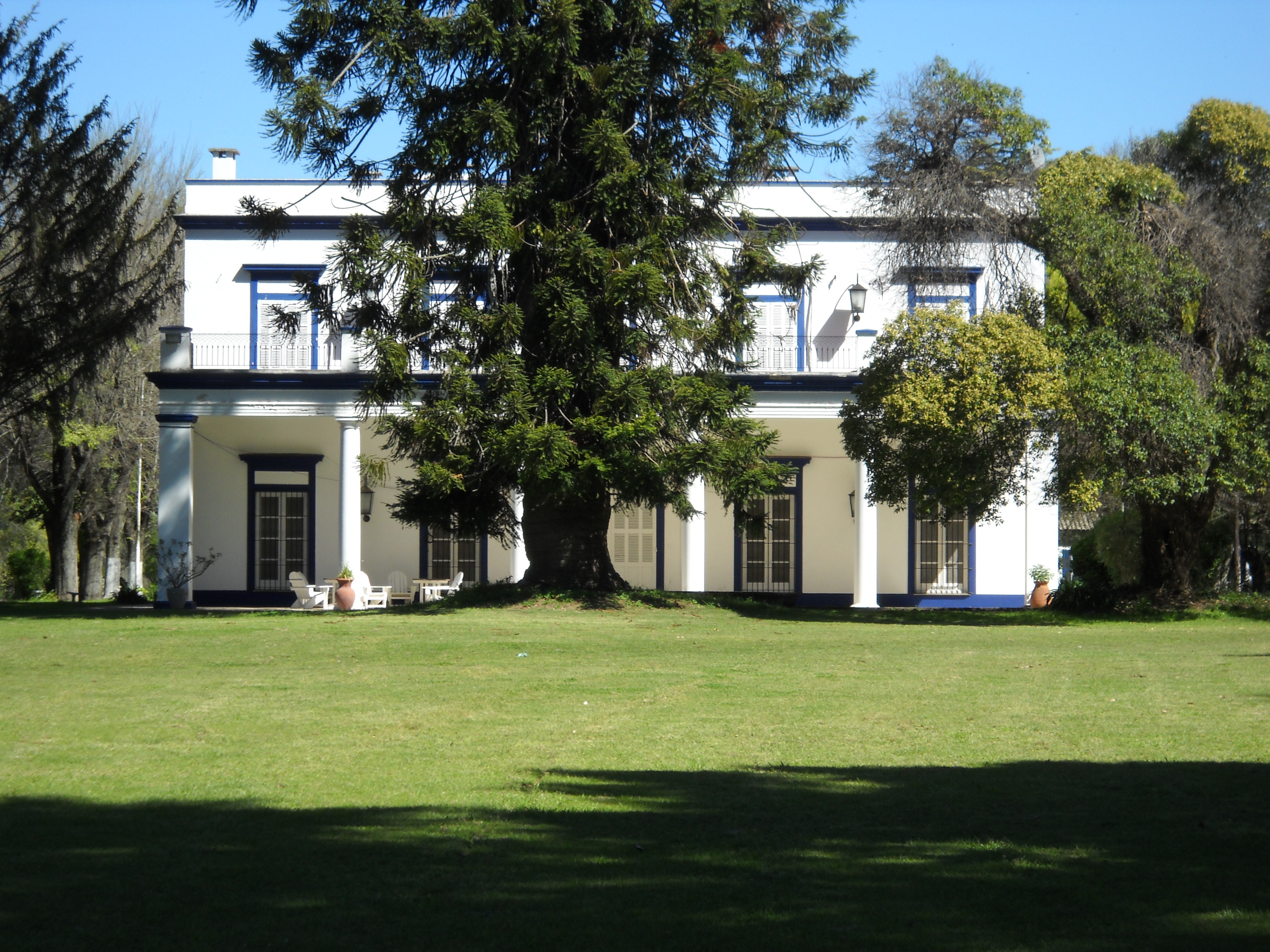
La Casona fue construida en 1867.

El predio también consta de La Casona, que posee dos plantas con una capacidad de alojamiento de hasta 40 personas. Es una edificación antigua de 1867.

## Campus "Carlos Timoteo Griguol"
El complejo, con forma de G, contará con una superficie de 900 metros cuadrados. El Campus se encuentra implantado frente a la actual cancha N° 2. 
Esta letra G se formará en dos etapas; la primera basada en las necesidades de los jugadores y cuerpo técnico, para el correcto entrenamiento diario que tendrá un costo de 800 mil dólares.